# 恋に落ちたら…
『恋に落ちたら…』（こいにおちたら、Mad Dog and Glory）は、1993年のアメリカ合衆国のロマンティック・コメディ犯罪映画。監督はジョン・マクノートン、出演はロバート・デ・ニーロ、ユマ・サーマン、ビル・マーレイなど。マクノートン監督と助演のビル・マーレイの出身地であるシカゴを舞台に撮られたブラックユーモア風味の作品である。

## ストーリー
ひどく気弱なために、同僚から皮肉で「マッド・ドッグ」というあだ名で呼ばれている刑事のウェインは、殺人事件の捜査中に強盗に遭遇し、たまたま人質となっていたギャングのボス、フランクの命を助ける。フランクは礼として、ウェインの自宅にグローリーという女を送る。グローリーの兄はフランクから多額の借金をしており、「抵当」となっていた彼女は逆らうことができなかった。2人は一緒に住んでいるうちに親密になり、グローリーの不幸な境遇を知ったウェインは彼女を助けたいと思うようになる。
一方、町では殺人事件が相次ぎ、ウェインはフランクの組織の犯行を疑い始める。捜査の手に感づいたフランクはグローリーに、ウェインのアパートメントから退去するよう命じる。ウェインは組織に戻さないように計らい、フランクに「彼女と結婚する」と告げるが、フランクに「条件としてグローリーの兄の債務4万ドルを弁済しろ」と命じられる。ウェインは金策に奔走するが、目標金額には程遠かった。
弁済およびグローリー「返却」の期日。気まずさに耐えかねたグローリーはウェイン宅を去る。グローリーが消えたことを知ったフランクは、彼女の行き先を聞き出そうとウェインを拉致しようとするが、そこに刑事たちが駆けつけ、一味を逮捕しようとする。フランクとウェインは「絶交だ」と叫び、殴り合う。戻ってきたグローリーが2人を仲裁し、フランクはグローリーを残してしぶしぶその場を去る。ウェインとグローリーは抱き合い、アパートメントに入る。

## キャスト
役名、俳優、日本語吹替の順に記述。
- ウェイン・ドビー: ロバート・デ・ニーロ（堀勝之祐） - 気弱な刑事。フランクを助けた礼にグローリーを押し付けられる。写真を撮ることが趣味。
- グローリー: ユマ・サーマン（小山茉美） - 兄の借金の抵当としてフランクに売られ、彼が経営するコメディ・クラブ（英語版）で働かされている女。フランクの命令で彼の1週間限定の「恋人」となる。
- フランク・マイロ: ビル・マーレイ（江原正士） - スタンダップコメディアン兼コメディ・クラブの経営者を表稼業としているが、正体はギャングのボス。殺人事件の参考人として警察署に連行されるものの、得意の漫談で刑事を笑わせて煙に巻く。
- マイク: デヴィッド・カルーソ（安原義人） - ウェインの相棒刑事。
- ハロルド: マイク・スター（小林修） - フランクの部下で用心棒。
- アンドリュー: トム・トウルズ - リーにDVを働く男。警官。
- リー: キャシー・ベイカー - ウェインの向かいの部屋の住人。フランクがウェインの自宅に踏み込んだ際にグローリーをかくまう。

日本語吹替はCICビクター・ビデオから発売されたVHSに収録されているのみで、後にユニバーサル・ピクチャーズから発売されたDVDには収録されていない。

## スタッフ
- 製作：マーティン・スコセッシ、バーバラ・デフィーナ（英語版）
- 監督：ジョン・マクノートン
- 脚本・製作総指揮：リチャード・プライス
- 撮影：ロビー・ミューラー
- 美術：デイヴィッド・チャップマン
- 衣装デザイン：リタ・ライアック（英語版）
- 主題歌：「ジャスト・ア・ジゴロ〜ノーバディ（英語版）」（歌：ルイ・プリマ）
- 日本語字幕：岡枝慎二

## 作品の評価
- Rotten Tomatoesでは、31件の評論のうち高評価は77%にあたる24件で、平均点は10点満点中6.3点、批評家の一致した見解は「飛び抜けて素晴らしいキャスティングと際立つ甘さが『恋に落ちたら…』を風変わりな娯楽作品にしている。」となっている[3]。
- Metacriticでは、19件の評論のうち、高評価は14件、賛否混在は5件、低評価はなく、平均点は100点満点中71点となっている[4]。